# Palaeopsylla helenae
Palaeopsylla helenae är en loppart som beskrevs av Lewis 1973. Palaeopsylla helenae ingår i släktet Palaeopsylla och familjen mullvadsloppor. Inga underarter finns listade i Catalogue of Life.